# Markham (Cook megye, Illinois)
Markham város az USA Illinois államában, Cook megyében. Lakosainak száma 11 661 fő (2020. április 1.).

## Népesség
A település népességének változása:

| 2010 | 12 508 |
| 2020 | 11 661 |